# Спасо Дракић
Спасо Дракић (Мојановићи, код Подгорице, 15. децембар 1904 — Титоград, 27. мај 1984) био је учесник Народноослободилачке борбе, друштвено политички радник Социјалистичке Републике Црне Горе и народни херој Југославије. 

## Биографија
Рођен је 15. децембра 1904. године у Мојановићима, код Подгорице. Бавио се земљорадњом. 
Године 1935. је постао члан Комунистичке партије Југославије (КПЈ). 
Учесник је Народноослободилачког рата од 1941. године. Био је најпре политички комесар Зетског партизанског одреда, а потом је прешао у Четврту пролетерску црногорску бригаду. У току битке на Сутјесци, био је рањеник, али је успео да избегне немачке покоље и са групом покретних рањеника да се пребаци у Бањане, где се лечио. Потом је радио као партијски радник у Никшићкој жупи, а касније као члан ОК КПЈ за Подгорицу. Половином 1944. године постављен је за заменика политичког комесара Пете пролетерске црногорске бригаде. Био је и секретар дивизијског комитета КПЈ у Трећој ударној дивизији. 
После ослобођења земље налазио се на разним одговориним политичким и државним функцијама у Црној Гори. Био је секретар Среског комитета КПЈ за Титоград, члан Централног комитета и члан Извршног комитета ЦК Савеза комуниста Црне Горе. Такође је био министар у Влади НР Црне Горе, посланик у Народној скупштини НР Црне Горе и члан Главног одбора ССРН Црне Горе, ако и члан Републичког одбора СУБНОР-а Црне Горе. 
Умро је 27. маја 1984. у Титограду, а сахрањен је у родном месту.
Носилац је Партизанске споменице 1941. и других југословенски одликовања, међу којима су — Орден братства и јединства првог реда, Орден заслуга за народ другог реда, Орден за храброст, и др. Орденом народног хероја одликован је 10. јула 1952. године.